# Kunle Odunlami
Kunle Odunlami (sinh ngày 5 tháng 3 năm 1990) là một cầu thủ bóng đá người Nigeria, thi đấu ở vị trí hậu vệ cho Botoșani.

## Sự nghiệp quốc tế
Vào tháng 1 năm 2014, huấn luyện viên Stephen Keshi, triệu tập anh vào đội hình Đội tuyển bóng đá quốc gia Nigeria tham dự Giải vô địch bóng đá châu Phi 2014, khi anh đá chính mọi trận và nằm trong đội hình tiêu biểu của giải đấu cùng với việc đội tuyển giành hạng ba chung cuộc.